# Edifici al raval del Convent, 23 (Guissona)
Edifici al raval del Convent, 23 és una obra de Guissona (Segarra) protegida com a Bé Cultural d'Interès Local.

## Descripció
Edifici de pedra arrebossat de tres plantes més golfes. A la planta baixa hi ha una porta de garatge, i una altra de petita que dona accés a l'habitatge. La porta és de fusta i ferro decorat amb motius geomètrics. Les dues plantes segueixen la mateixa estructura compositiva, amb una obertura balconera de proporcions rectangulars i el seu respectiu balcó de forja. La zona de les golfes té dos ulls de bou. Una senzilla cornisa corona l'edifici.
(Text procedent del POUM)